# Together We're Heavy
Together We're Heavy è il secondo album del gruppo rock sinfonico di Dallas The Polyphonic Spree. Prodotto da Eric Drew Feldman e pubblicato in Giappone il 30 giugno 2004, in Europa il 12 luglio e in Nord America il 13 luglio. Include i singoli di successo "Hold Me Now" e "Two Thousand Places". L'album è stato pubblicato da Hollywood Records e rappresenta il primo "vero" album della band (la loro versione precedente, "The Beginning Stages of ..." è stata registrata come demo e pubblicata solo su richiesta popolare).
La versione americana di Together is Heavy contiene un DVD bonus aggiuntivo (intitolato "The Adventure of Listening") mentre la versione giapponese contiene tre brani bonus.
Raggiunse la posizione n. 1 nella classifica Billboard Heatseekers chart.

## Tracce
1. Section 11 (A Long Day Continues/We Sound Amazed) – 8:32
2. Section 12 (Hold Me Now) – 4:30
3. Section 13 (Diamonds/Mild Devotion to Majesty) – 4:55
4. Section 14 (Two Thousand Places) – 5:19
5. Section 15 (Ensure Your Reservation) – 1:39
6. Section 16 (One Man Show) – 4:58
7. Section 17 (Suitcase Calling) – 8:48
8. Section 18 (Everything Starts at the Seam) – 1:54
9. Section 19 (When the Fool Becomes a King) – 10:38
10. Section 20 (Together We're Heavy) – 6:30